# David Vogt (Fußballspieler)
David Vogt (* 4. Dezember 2000 in Mühlhausen/Thüringen) ist ein deutscher Fußballspieler.

## Karriere
Nach seinen Anfängen in der Jugend der SG Bickenriede und des JFV Süd Eichsfeld wechselte er im Sommer 2017 in die Jugendabteilung des FC Rot-Weiß Erfurt. Dort kam er ab Frühjahr 2019 zu insgesamt 15 Spielen in der Regionalliga Nordost, bei denen ihm ein Tor gelang. Im Winter 2020 wechselte er in die Oberliga Nordost zum FSV Martinroda. Für seinen Verein kam er bis zum Saisonabbruch in Folge der COVID-19-Pandemie auf insgesamt drei Ligaspiele. Schon in Sommer 2020 erfolgte sein nächster Wechsel, diesmal zurück in die Regionalliga zum VfB Germania Halberstadt.
Nach insgesamt 44 Ligaspielen, bei denen ihm sieben Tore gelangen, wechselte er im Sommer 2022 zum Drittligisten SV Meppen und kam dort auch zu seinem ersten Einsatz im Profibereich, als er am 6. Oktober 2022, dem 2. Spieltag, beim 3:0-Heimsieg gegen den FSV Zwickau in der 87. Spielminute für Mirnes Pepić eingewechselt wurde.
Der Nordost-Regionalligist Greifswalder FC stellte Vogt am 19. Juni 2023 als Neuzugang für die  Saison 2023/24 vor. Am Ende der Spielzeit verpasste er mit den Vorpommern als Vize-Meister knapp den Aufstieg zur 3. Liga.

## Erfolge
- Sieger Mecklenburg-Vorpommern-Pokal: 2023/24